# Smartphone

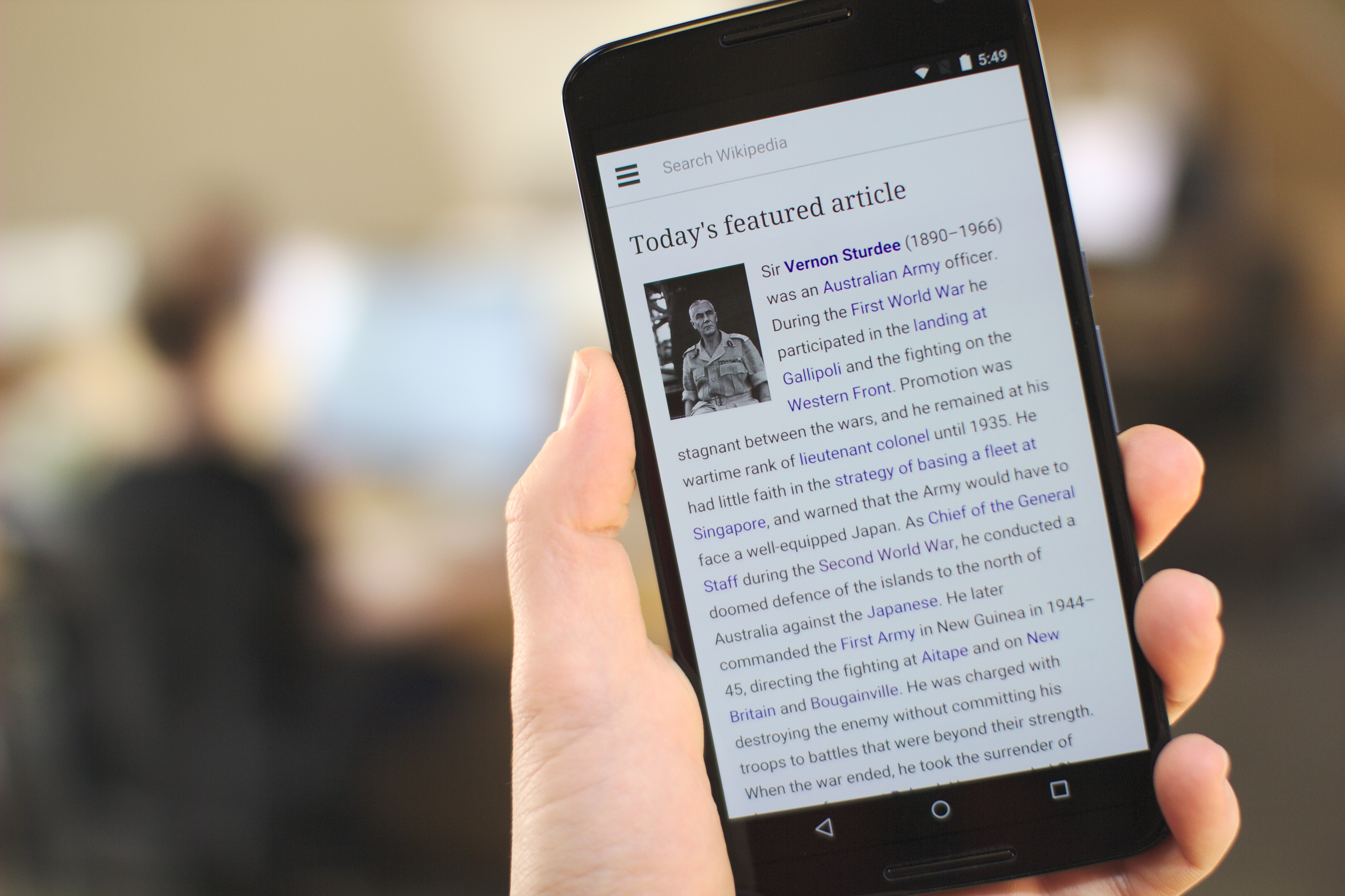
Um smartphone Android exibindo a página principal da Wikipédia em inglês

Smartphone é um dispositivo móvel que combina a funcionalidade de um telefone celular tradicional com recursos avançados de computação. Normalmente, ele tem uma interface de tela sensível ao toque, permitindo que os usuários acessem uma ampla variedade de aplicativos e serviços, como navegação na web, e-mail e mídia social, bem como reprodução e streaming de multimídia. Os smartphones têm câmeras integradas, navegação GPS e suporte para vários métodos de comunicação, incluindo chamadas de voz, mensagens de texto e aplicativos de mensagens baseados na Internet.
Os smartphones se distinguem dos telefones com recursos mais antigos por seus recursos de hardware mais avançados e sistemas operacionais móveis abrangentes, acesso à Internet, aplicativos comerciais, pagamentos móveis e funcionalidade multimídia, incluindo música, vídeo, jogos, rádio e televisão.
Os smartphones substituíram em grande parte os dispositivos de assistente digital pessoal (PDA), os PCs portáteis/do tamanho da palma da mão, os leitores de mídia portáteis (PMP), as câmeras point-and-shoot, as filmadoras e, em menor grau, os consoles de videogame portáteis, os dispositivos de leitura eletrônica, as calculadoras de bolso e as unidades de rastreamento GPS.
Desde o início da década de 2010, o hardware aprimorado e a comunicação sem fio mais rápida (devido a padrões como LTE e, posteriormente, 5G NR) impulsionaram o crescimento da indústria de smartphones. Em 2014, mais de um bilhão de smartphones foram vendidos globalmente a cada ano. Só em 2019, foram enviadas 1,54 bilhões de unidades de smartphones em todo o mundo. 75,05 por cento da população mundial era usuária de smartphones em 2020.

## História

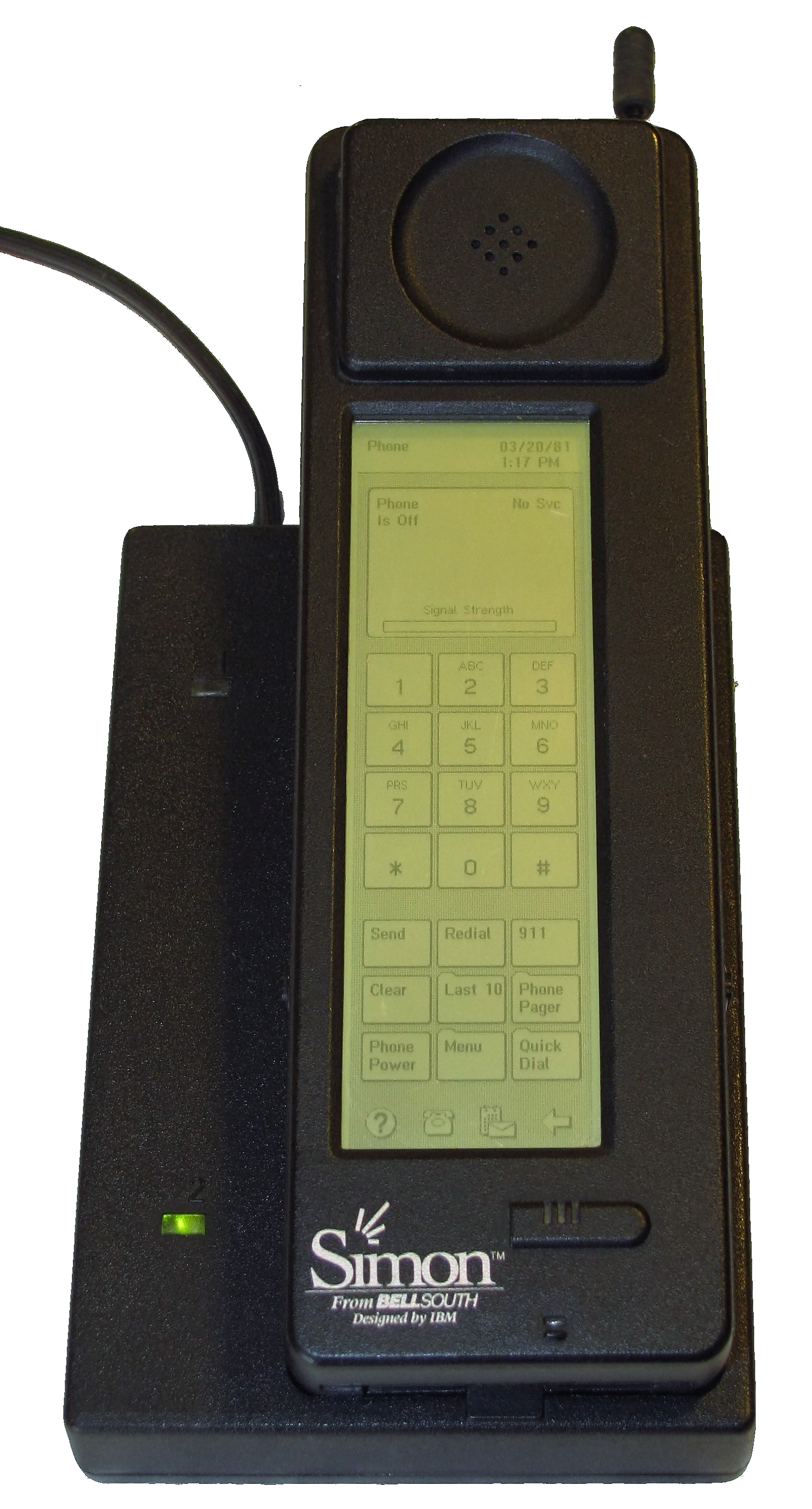
O IBM Simon de 1994.

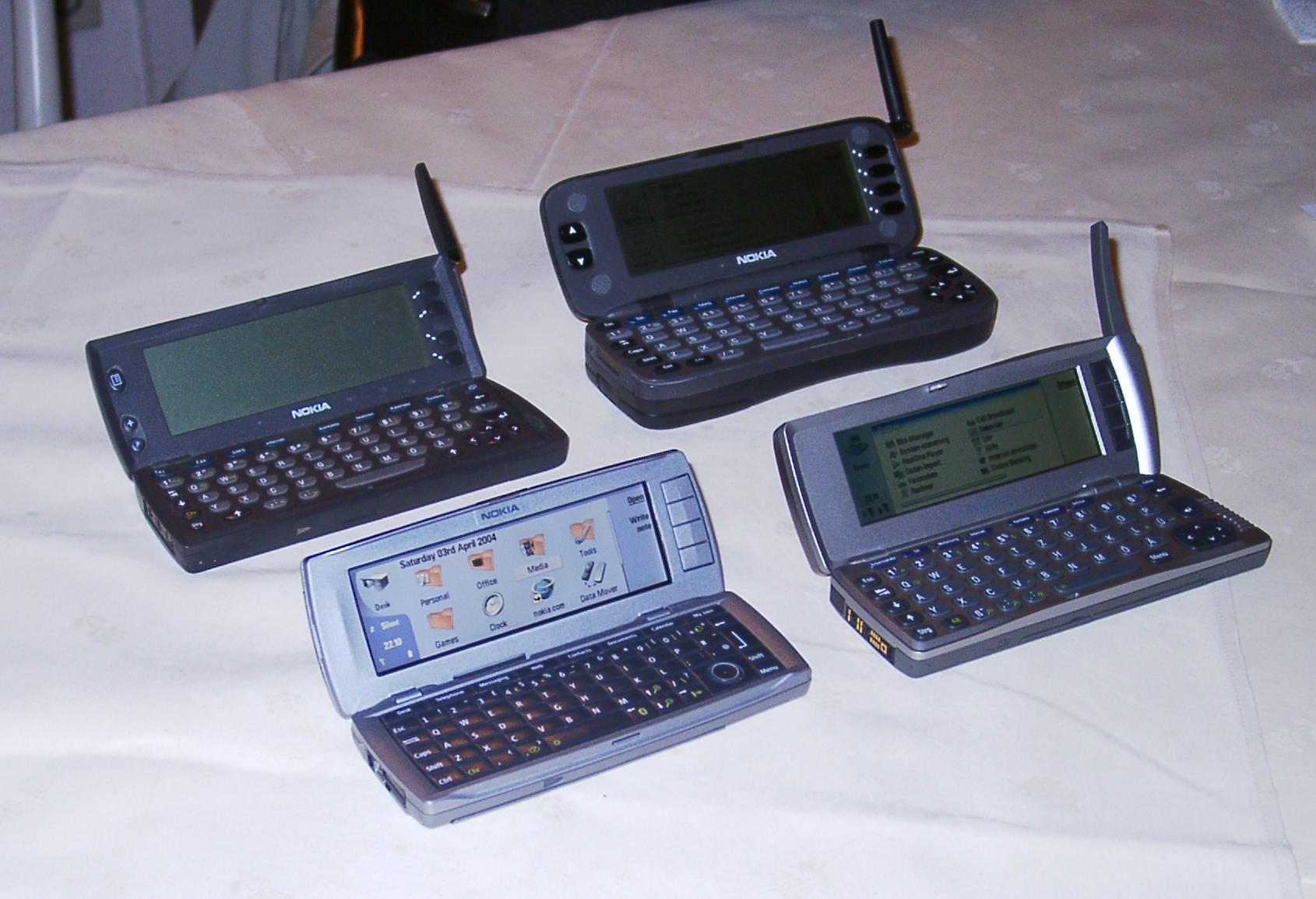
Diferentes gerações do Nokia Communicator, lançado originalmente em 1996.

O primeiro conceito de combinação de telefonia com computação foi feito por Nikola Tesla em 1909, o primeiro protótipo foi criado por Theodore G. Paraskevakos, que trabalhava na Boeing, em 1971 e patenteado em 1974, era um aparelho que funcionava acoplado a um telefone existente e que continha recursos de processamento de dados e uma tela.

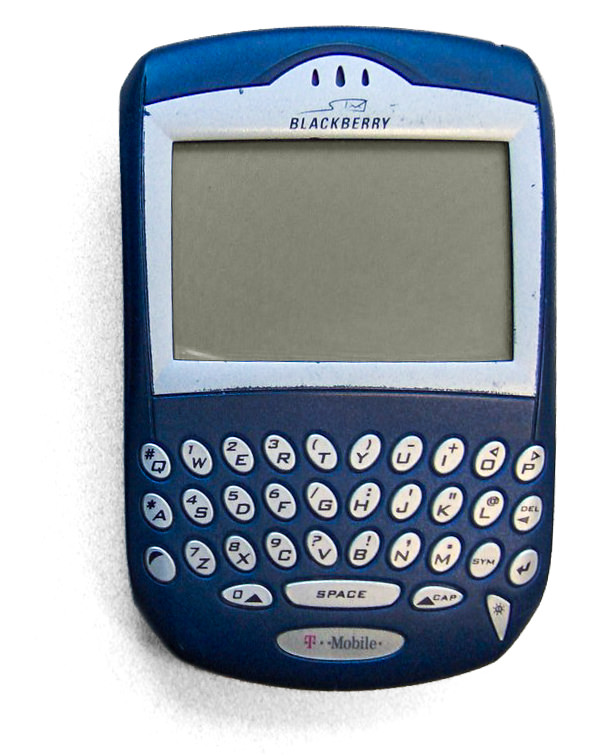
O BlackBerry 7230.

Os assistentes pessoais, chamados de PDAs, tiveram uma importante participação no processo, pois eram dispositivos portáteis com funções de processamento de dados. Os primeiros PDAs começaram a aparecer a partir de 1984 com o Psion Organiser, eles não eram integrados a telefones, eram apenas aparelhos multimídia, contudo, suas diversas funcionalidades eram um atrativo à integração com celulares.
O primeiro produto a combinar as funcionalidades de celular com PDA foi o IBM Simon lançado em 1994, o aparelho continha tela de toque e conseguia acessar e-mails. Em 1996, a Nokia lançou o Nokia 9000. Naquela época era comum se referir aos aparelhos pelo termo PDA phone, o termo smartphone só foi usado pela primeira vez em 1997 pela Ericsson.
A popularização veio no final da década de 1990 com os PDAs, que utilizavam principalmente os sistemas Palm OS, Windows CE/Pocket PC e BlackBerry OS, sendo as duas primeiras, com foco em PDAs e a última com foco nos smartphones. A BlackBerry lançou seu primeiro smartphone em 2002 (o 5810), e durante vários anos, dominou o mercado junto com a Nokia até o lançamento do smartphone da Apple em 2007. A Microsoft lançou em 2003 o Windows Mobile, sistema operacional focado em smartphones.
Em 2007, a Apple lançou o seu primeiro smartphone, o iPhone, que combinava recursos dos iPods aos celulares. Além de novas funcionalidades, foi o primeiro a vir com acelerômetro e ter função multi-toque. Em 2008, a Google lançou o Android, sistema operacional gratuito que é atualmente o mais usado nos smartphones e o primeiro aparelho a vir com o sistema operacional foi o HTC Dream. Em 2010, a Microsoft lançou o sistema operacional Windows Phone, em substituição ao anterior Windows Mobile. Em 2015, foi lançado o sucessor do Windows Phone, o Windows 10 Mobile.

## Etimologia
"Smart" é um termo da língua inglesa que significa esperto ou inteligente, enquanto "phone" significa "telefone/telemóvel", ou seja, "telemóvel inteligente" é o equivalente a smartphone.

## Integração nos celulares

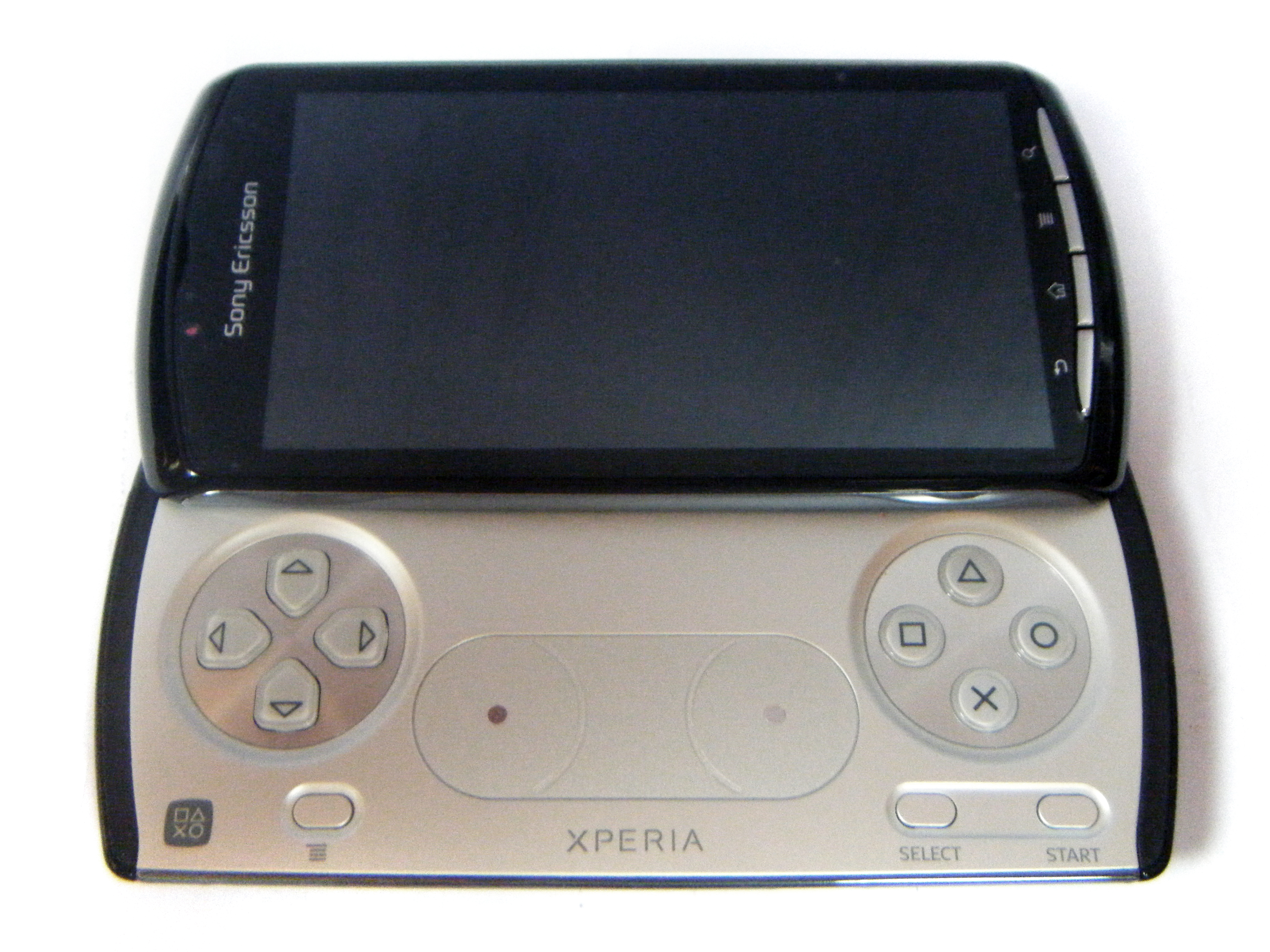
Xperia Play, lançado em 2011, smartphone focado para jogos digitais.

Um aparelho de última geração pode ter de 512 GB de armazenamento, a exemplo o iPhone XS Max, de GPS nativo, câmera digital, editores de texto, planilhas eletrônicas e centenas de aplicativos. A integração das funções no dispositivo também é de grande importância. Alguns aplicativos podem utilizar o GPS, o tocador (player) de música e a conexão de dados simultaneamente – caso do Nokia Sports Tracker. Com esses recursos, durante um treinamento de corrida ou caminhada, o usuário pode acompanhar sua velocidade, a distância percorrida e o tempo de duração, além de ouvir música. Também é possível exportar os dados para o Google Earth, ver o trajeto no mapa e verificar quais músicas foram ouvidas no percurso.

## Aplicativos
A introdução da App Store pela Apple em 2008 popularizou o uso de aplicativos em smartphones. Esses aplicativos são comercializados na loja online e, em sua maioria, por empresas terceirizadas. Também em 2008 foi lançada pela Google a Android Market (atual Google Play). 

## Telas
As telas dos smartphones são uma de suas principais características, já que elas costumam preencher boa parte da superfície do aparelho (geralmente 70%), costumam ser medidas diagonalmente em polegadas. As proporções de tela mais comuns são a 4x3, 16x9 e 18x9.

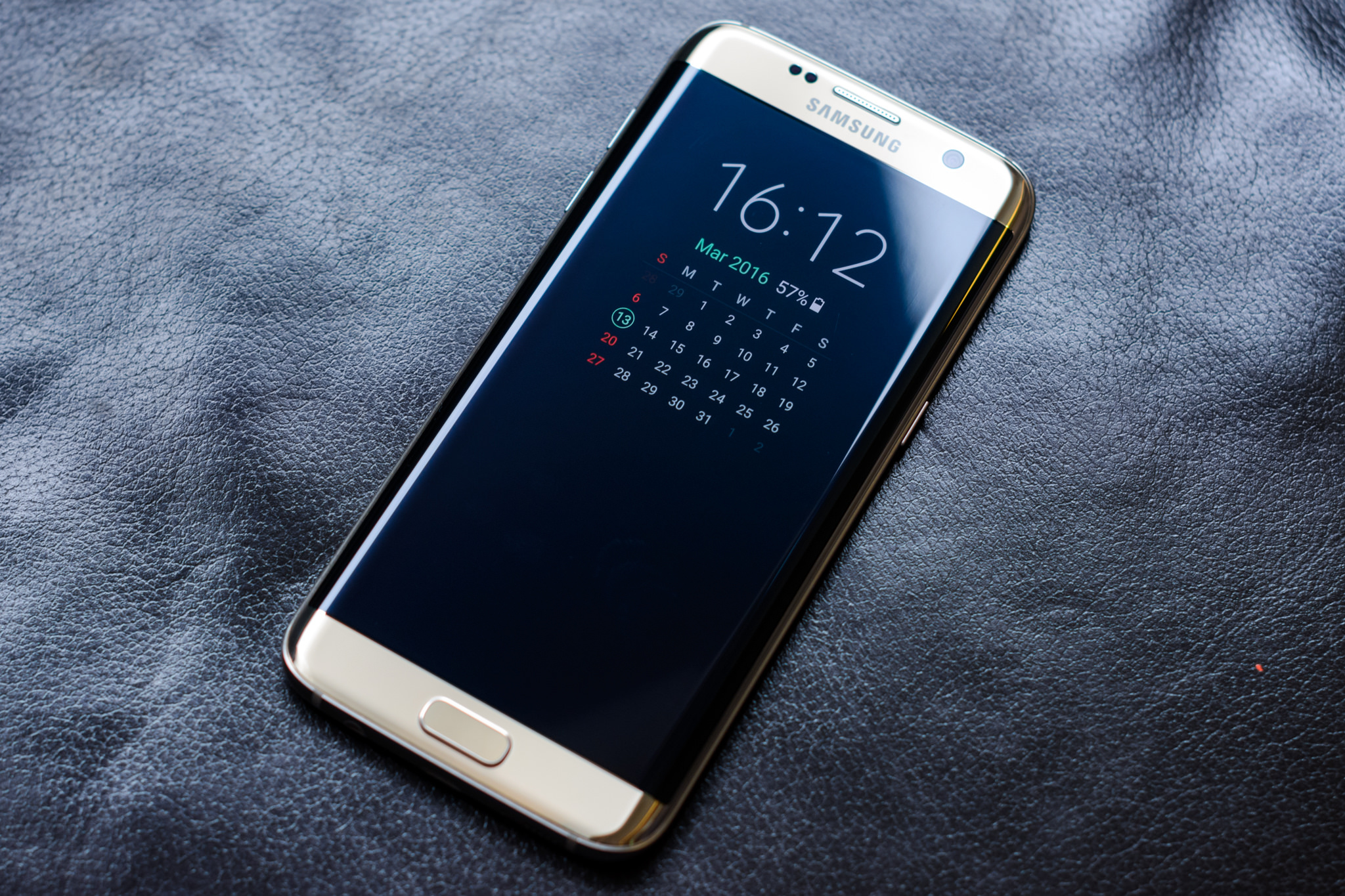
Pegada proporcionada pela tela dual edge do Galaxy S7.

Os tamanhos são variados e costuma começar a partir de 2,45 polegadas, smartphones acima de 5,5 polegadas costumam ser chamados de phablets. Os tipos incluem LCD, LED, OLED, AMOLED, Super AMOLED, IPS entre outras. Tem-se smartphones com resoluções de telas que ultrapassam o QHD, chegando até mesmo ao 4K (Xperia Xz1 Premium). Uma maior densidade de pixel se faz importante para uma boa qualidade imersiva em dispositivos VR como o Google Cardboard, Google DayDream View e o Gear VR da Samsung. A Samsung é uma das principais fabricantes de telas, sendo ela responsável pela criação da Super Amoled. Além disso, fornece telas OLED de alta resolução para diversas fabricantes. Em 2014 ela introduziu no mercado a tela edge, com o seu dispositivo Samsung Galaxy Note Edge. Esse modelo de tela apresenta uma curvatura em suas laterais, preenchendo não só a parte frontal do aparelho, como também boa parte de suas laterais. A tela edge vem evoluindo a cada ano, focando numa maior usualidade durante a pegada. Um grande avanço foi registrado com a tela do Galaxy Note 7, o qual trazia uma sutil tela curva resultando numa pegada fantástica ao smartphone.

## Sistemas operacionais

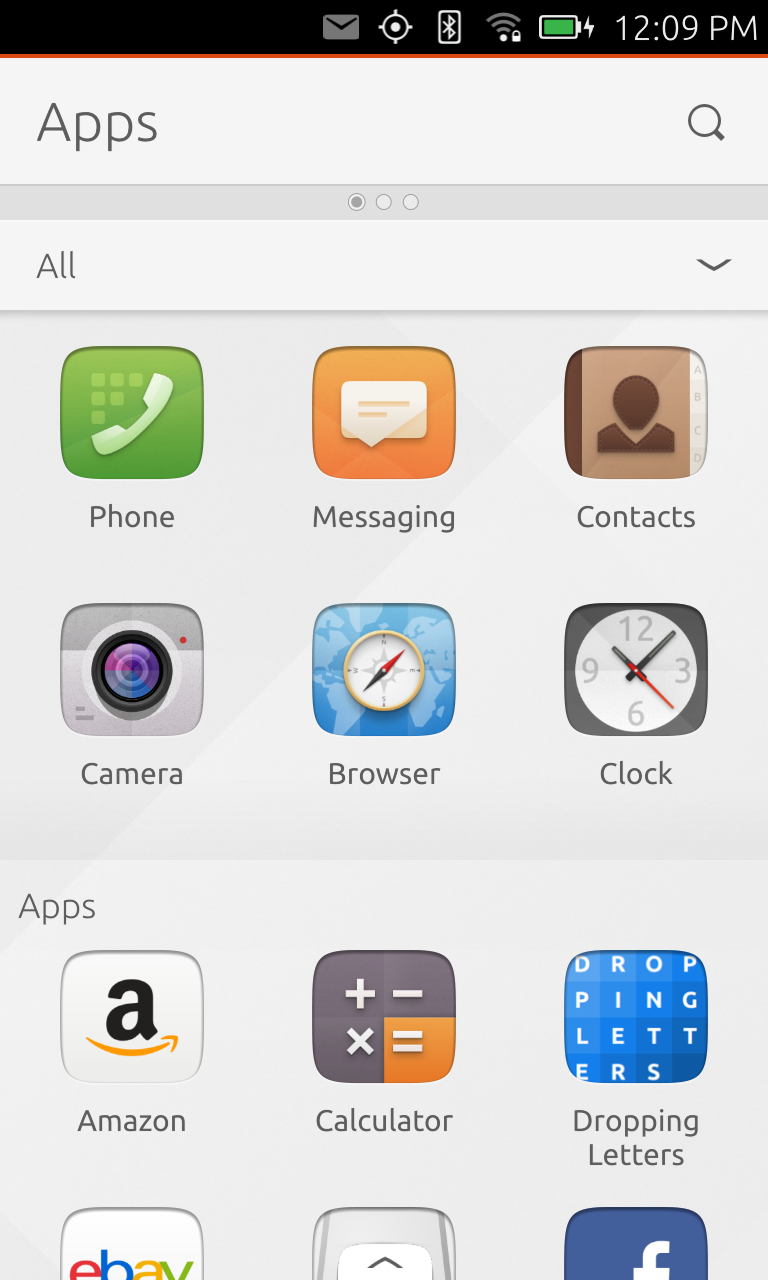
Tela inicial do sistema operacional Ubuntu Touch.

Os sistemas operacionais servem como base para a integração do hardware com o software dos smartphones, um mesmo sistema operacional pode estar equipado em diferentes modelos de smartphones de diferentes marcas, alguns sistemas operacionais possibilitam às fabricantes algumas modificações em seus recursos.
No início da década de 2000, os principais sistemas operacionais eram o S Series e o Symbian da Nokia, o BlackBerry OS da RIM (antiga Research In Motion), o Palm OS da Palm, Inc. e o Windows Mobile da Microsoft.
Em 2007 a Apple introduziu o iOS e em 2008 a Google lançou o Android, ambos desde então tornaram-se os sistemas operacionais mais populares dos smartphones.
Em 2010 a Samsung lança o Bada e a Microsoft lança o Windows Phone. Em 2013 a Mozilla lança o Firefox OS e em 2014 a Canonical lança o Ubuntu Touch.
Em 2015 a Microsoft lança o Windows 10 Mobile, versão do sistema operacional Windows 10.

## Distribuição dos sistemas operacionais

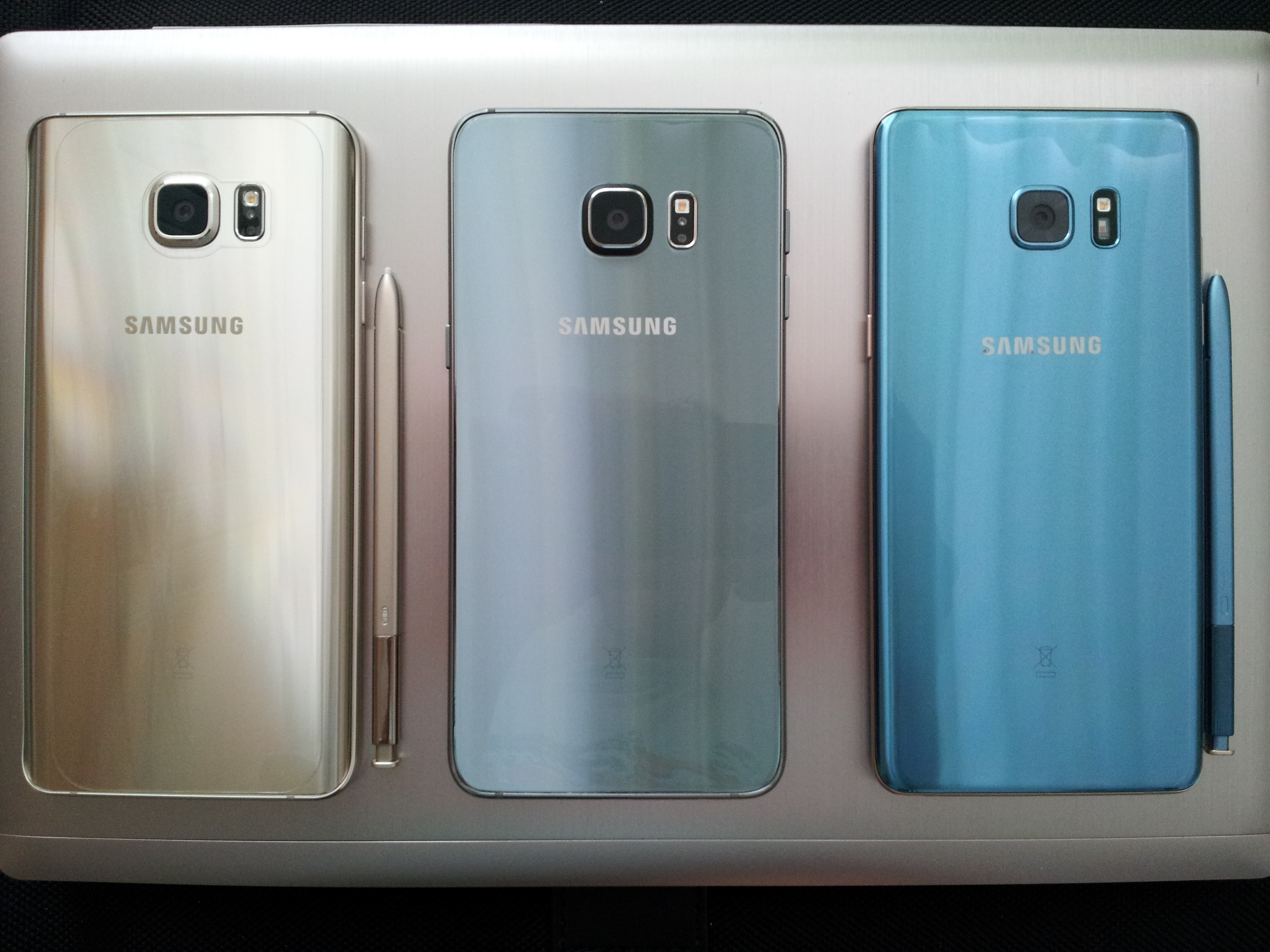
Android smartphones.

1. Android - Google, Huawei, LG, Sony, Samsung (com One UI), Lenovo, HTC, Xiaomi (com MIUI), Nokia, Motorola, entre outros.
2. iOS - Apple.
3. Windows Phone - Microsoft, Nokia (a partir da série Lumia), HTC, HP e Samsung.
4. BlackBerry - RIM.
5. Symbian OS - Nokia.
6. Ubuntu Touch - Canonical.
7. Tizen - Samsung (ex-BADA baseado no Android).
8. Firefox OS - Mozilla.
9. Sailfish OS - Jolla Mobile.
No Brasil, o Android é o sistema mais utilizado pelos usuários de smartphone. Em 2016, o sistema operacional da Google estava presente em 92,4% dos smartphones vendidos no país. O iOS (da Apple) estava presente em 4,6% dos aparelhos, enquanto 2% dos smartphones rodavam com o Windows Phone.
Em outros mercados globais, a disputa entre Android e iOS é um pouco mais acirrada: nos Estados Unidos, por exemplo, em janeiro de 2017 o Android representava 60,4% do mercado de vendas de smartphones, contra 37,1% do iOS; no mesmo período, a proporção era de 51,4% para o Android e 39,2% para o iOS no Reino Unido.

## Acessórios para smartphones
Existem muitos acessórios para smartphones (como fones de ouvido, carregadores e vidros de proteção), e o mercado para eles deverá crescer 7,1% ao ano de 2024 a 2033, atingindo US$ 160,6 bilhões.